# Marian Gold
Marian Gold, vlastním jménem Hartwig Shierbaum, (* 26. května 1954 Herford) je německý zpěvák, známý jako hlavní frontman skupiny Alphaville. Je autorem největších hitů, jako například „Big In Japan“, „Forever Young“ a „Sounds Like a Melody“. Koncem sedmdesátých let působil v kapele Chinchilla Green, ve které dále hrál Bernhard Lloyd, další pozdější člen Alphaville. V roce 1992 vydal své první sólové album s názvem So Long Celeste. O čtyři roky později následovala jeho druhá sólová deska nazvaná United. V roce 2012 vydal singl „Love Will Find a Way“ ve spolupráci s nizozemskou zpěvačkou Romy Haag.

## Život
Narodil se 26. května 1954 v Herfordu. Je jediným stálým členem skupiny Alphaville. V roce 1992 vydal první sólové album So Long Celeste. Pak následovala druhá deska United. Marian má sedm dětí od čtyř žen. Spolu s Frankem Mertensem a Bernhardem Lloydem založili kapelu Alphaville. Člena kapely Franka Mertense nahradil po odchodu Ricky Echolette.